# Hrvy
Harvey Leigh Cantwell, mer känd under sitt artistnamn Hrvy (stiliserat som HRVY), född 28 januari 1999 i Kent i sydöstra England, är en engelsk (brittisk) sångare och programledare i TV. Han var under tre säsonger programledare för TV-programmet Friday Download på CBBC (2014–2015). Han har även spelat rollen som Miles i webserien Chicken Girls på Youtubekanalen Brat samt varit förband åt The Vamps både 2018 och 2019.
År 2020 deltog HRVY i danstävlingen Strictly Come Dancing där han hade Janette Manrara som sin danspartner.